# Książnice (województwo małopolskie)
Książnice – wieś w Polsce położona w województwie małopolskim, w powiecie wielickim, w gminie Gdów.
W latach 1954–1972 wieś należała i była siedzibą władz gromady Książnice. W latach 1975–1998 miejscowość administracyjnie należała do województwa krakowskiego.
| SIMC    | Nazwa   | Rodzaj    |
| ------- | ------- | --------- |
| 0318162 | Ukraina | część wsi |
| 0318179 | Zarabie | część wsi |

Pola i zabudowania Książnic znajdują się w rozległej równinie nad lewym brzegiem Raby. Pod względem geograficznym jest to obszar Podgórza Bocheńskiego (południowa część Kotliny Sandomierskiej). 
Przez Książnice przebiega droga wojewódzka 967 łącząca Myślenice z Łapczycą.
W Książnicach działa również klub sportowy LKS Raba Książnice, który został założony w 1955 roku. Największym sukcesem klubu jest gra na poziomie ligi okręgowej.